# Eugen Trancu-Iași
Eugen Trancu-Iași (24 iulie 1912, Galați - 6 martie 1988, București) a fost un avocat și cronicar muzical.

## Biografie
Eugen Trancu-Iași a fost fiul lui Grigore Trancu-Iași, om politic, fost ministru în guvernul generalului Averescu și profesor universitar la Academia Comercială din București. Provine dintr-o veche familie nobiliară armenească, Trancu, refugiată în Moldova.
Urmeaza școala primară la Galați și apoi, cînd familia se mută în București, cursurile liceelor „Dimitrie Cantemir” și „Spiru Haret” din capitală.
După absolvirea Facultății de Drept din București profesează ca avocat pînă în 1951 cînd i se desface contractul de muncă din cauza originii sale nobiliare. Se angajează ca muncitor și topometru în diferite uzine și șantiere.
În 1942 înființează și conduce în București revista de cultură Orizonturi.
Eugen Trancu-Iași a fost cel mai apropiat prieten și colaborator al dirijorului Sergiu Celibidache și a fost căsătorit cu profesoara și memorialista Iulia Trancu-Iași.
Încetează din viață în primăvara anului 1988, fiind înmormîntat în Cimitirul Armenesc din București.

## Scrieri
În periodice
- „Cronici muzicale” în revista Orizonturi (1942-1944)

## Volume
- Corespondență cu Sergiu Celibidache, editura „Ararat“, București, 1997.